# 1. Klasse Oberschlesien 1941/42
De 1. Klasse Oberschlesien 1941/42 was het eerste voetbalkampioenschap van de 1. Klasse Oberschlesien, die fungeerde als tweede divisie onder de Gauliga Oberschlesien. De voorgaande jaren speelden de clubs in de Bezirksliga Oberschlesien. Om oorlogsredenen werd de competitie in vier regionale groepen opgedeeld waarvan de winnaars aan een eindronde deelnamen om te promoveren. 

## 1. Klasse

### Afdeling 1
| Plaats | Club                              | Wed.           | W              | G              | V              | Saldo          | Ptn            |
| ------ | --------------------------------- | -------------- | -------------- | -------------- | -------------- | -------------- | -------------- |
| 1.     | WSG Sportfreunde Knurow           | 20             | 15             | 4              | 1              | 98:26          | 34:06          |
| 2.     | Reichsbahn SG Schoppinitz         | 20             | 16             | 2              | 2              | 88:34          | 34:06          |
| 3.     | Hohenlinder SV                    | 20             | 13             | 3              | 4              | 58:34          | 29:11          |
| 4.     | TuS Bergknappen Czerwionka        | 20             | 12             | 4              | 4              | 61:30          | 28:12          |
| 5.     | Reichsbahn SG Kattowitz-Idaweiche | 20             | 8              | 4              | 8              | 48:47          | 20:20          |
| 6.     | Bergknappen Königshütte           | 19             | 7              | 5              | 7              | 50:50          | 19:19          |
| 7.     | Reichsbahn SG Beuthen             | 20             | 6              | 5              | 9              | 48:61          | 17:23          |
| 8.     | DSC Teschen                       | 20             | 6              | 3              | 11             | 41:45          | 15:25          |
| 9.     | SG Ordnungspolizei Kattowitz      | 20             | 4              | 1              | 15             | 39:75          | 09:31          |
| 10.    | WKG BSG Oberhütten Gleiwitz       | 20             | 2              | 3              | 15             | 25:93          | 07:33          |
| 11.    | SpVgg Concordia 33 Hindenburg     | 19             | 2              | 2              | 15             | 20:81          | 06:32          |
| 12.    | TuS Scharley                      | Teruggetrokken | Teruggetrokken | Teruggetrokken | Teruggetrokken | Teruggetrokken | Teruggetrokken |

Er werd geen play-off gespeeld voor wie naar de eindronde mocht, beide clubs mochten deelnemen.
|  | Deelname promotie-eindronde |

### Afdeling 2
| Plaats | Club                      | Wed.           | W              | G              | V              | Saldo          | Ptn            |
| ------ | ------------------------- | -------------- | -------------- | -------------- | -------------- | -------------- | -------------- |
| 1.     | TuS Friedenshütte         | 20             | 15             | 1              | 4              | 83:15          | 31:09          |
| 2.     | WKG BSG Ferrum Kattowitz  | 20             | 14             | 1              | 5              | 43:24          | 29:11          |
| 3.     | TuS 1861 Myslowitz        | 20             | 11             | 3              | 6              | 62:44          | 25:15          |
| 4.     | SV Boerschächte Kostuchna | 20             | 11             | 3              | 6              | 62:44          | 25:15          |
| 5.     | RSG Rybnik                | 20             | 10             | 3              | 7              | 53:32          | 23:17          |
| 6.     | DSV Sturm Bielitz         | 20             | 10             | 3              | 7              | 33:34          | 23:17          |
| 7.     | VfB 1910 Gleiwitz         | 20             | 8              | 4              | 8              | 45:38          | 20:20          |
| 8.     | Sportfreunde Klausberg    | 20             | 8              | 1              | 11             | 44:47          | 17:23          |
| 9.     | TuS 1909 Eichenau         | 20             | 5              | 3              | 12             | 30:64          | 13:27          |
| 10.    | WSV Antonienhütte         | 20             | 3              | 1              | 16             | 30:62          | 07:33          |
| 11.    | SV Schomberg              | 20             | 3              | 1              | 16             | 20:101         | 07:33          |
| 12.    | VfR 1919 Gleiwitz         | Teruggetrokken | Teruggetrokken | Teruggetrokken | Teruggetrokken | Teruggetrokken | Teruggetrokken |

|  | Deelname promotie-eindronde |

### Afdeling 3
| Plaats | Club                            | Wed.           | W              | G              | V              | Saldo          | Ptn            |
| ------ | ------------------------------- | -------------- | -------------- | -------------- | -------------- | -------------- | -------------- |
| 1.     | WKG BSG Baildonhütte Kattowitz  | 18             | 15             | 0              | 3              | 65:26          | 30:06          |
| 2.     | Reichsbahn SG Gleiwitz          | 18             | 13             | 1              | 4              | 76:35          | 27:09          |
| 3.     | ATV Laurahütte                  | 18             | 9              | 3              | 6              | 51:36          | 21:15          |
| 4.     | TuS Gieschewald                 | 18             | 9              | 3              | 6              | 34:24          | 21:15          |
| 5.     | SG Forunte Schlesiengrube       | 18             | 9              | 1              | 8              | 64:45          | 19:17          |
| 6.     | SV Glückauf Beuthen             | 18             | 8              | 0              | 10             | 41:65          | 16:20          |
| 7.     | 1. FC Hindenburg                | 18             | 7              | 1              | 10             | 30:48          | 15:21          |
| 8.     | Reichsbahn SG Bielitz           | 18             | 5              | 1              | 12             | 30:61          | 11:25          |
| 9.     | Reichsbahn SG Hindenburg        | 18             | 4              | 2              | 12             | 31:56          | 10:26          |
| 10.    | TSVgg Tarnowitz                 | 18             | 5              | 0              | 13             | 39:65          | 10:26          |
| 11.    | Reichsbahn SG Orzesche          | Teruggetrokken | Teruggetrokken | Teruggetrokken | Teruggetrokken | Teruggetrokken | Teruggetrokken |
| 12.    | WKG BSG Stickstoffwerke Chorzow | Teruggetrokken | Teruggetrokken | Teruggetrokken | Teruggetrokken | Teruggetrokken | Teruggetrokken |

|  | Deelname promotie-eindronde                      |
|  | Trok zich na dit seizoen terug uit de competitie |

### Afdeling 4
| Plaats | Club                                   | Wed.           | W              | G              | V              | Saldo          | Ptn            |
| ------ | -------------------------------------- | -------------- | -------------- | -------------- | -------------- | -------------- | -------------- |
| 1.     | SV Condor Grottkau                     | 14             | 11             | 2              | 1              | 46:11          | 24:04          |
| 2.     | Post SV Oppeln                         | 14             | 9              | 1              | 4              | 59:22          | 19:09          |
| 3.     | Reichsbahn SG Heydebreck               | 14             | 8              | 0              | 6              | 41:18          | 16:12          |
| 4.     | LSV Annaberg Stubendorf                | 12             | 6              | 3              | 3              | 36:32          | 15:09          |
| 5.     | SC Germania Grottkau                   | 14             | 4              | 1              | 9              | 18:49          | 09:19          |
| 6.     | Vereinigte Sportfreunde Preußen Neisse | 12             | 4              | 0              | 8              | 26:31          | 08:16          |
| 7.     | Reichsbahn SG Oppeln                   | 14             | 3              | 2              | 9              | 21:55          | 08:20          |
| 8.     | Reichsbahn SG Neisse                   | 12             | 3              | 1              | 8              | 27:56          | 07:17          |
| 9.     | WKG der BSG OTA AG Ottmuth             | Teruggetrokken | Teruggetrokken | Teruggetrokken | Teruggetrokken | Teruggetrokken | Teruggetrokken |
| 10.    | Vereinigte Oppelner Sportfreunde       | Teruggetrokken | Teruggetrokken | Teruggetrokken | Teruggetrokken | Teruggetrokken | Teruggetrokken |
| 11.    | SC Vorwärts Neisse-Neuland             | Teruggetrokken | Teruggetrokken | Teruggetrokken | Teruggetrokken | Teruggetrokken | Teruggetrokken |

|  | Deelname promotie-eindronde                      |
|  | Trok zich na dit seizoen terug uit de competitie |

## Promotie-eindronde
LSV Adler Tarnowitz speelde voorheen in Frankfurt/Oder als LSV Frankfurt/Oder en verhuisde naar Tarnowitz waardoor ze deelnamen aan de eindronde. 
| Plaats | Club                           | Wed. | W | /G | V | Saldo | Ptn.  |
| ------ | ------------------------------ | ---- | - | -- | - | ----- | ----- |
| 1.     | WSG Sportfreunde Knurow        | 10   | 7 | 1  | 2 | 34:12 | 15:05 |
| 2.     | LSV Adler Tarnowitz            | 10   | 7 | 1  | 2 | 30:10 | 15:05 |
| 3.     | Reichsbahn SG Schoppinitz      | 10   | 5 | 1  | 4 | 24:22 | 11:09 |
| 4.     | WKG BSG Baildonhütte Kattowitz | 10   | 4 | 2  | 4 | 15:23 | 10:10 |
| 5.     | TuS Friedenshütte              | 10   | 3 | 2  | 5 | 12:23 | 08:12 |
| 6.     | Luftwaffen-SG Condor Grottkau  | 10   | 0 | 1  | 9 | 10:35 | 01:19 |

|  | Promotie naar Gauliga Oberschlesien 1942/43 |